# Tricarinodynerus
Xanthodynerus (лат.) — род одиночных ос (Eumeninae).

## Описание
От близких родов ос отличается следующими признаками: метанотум с тремя бугорками или зубцами; мезонотум с двумя продольными килями. Проподеум без боковых килей. Самка обычно с цефалической ямкой. Задняя граница тергита I непрозрачная. Метанотум без боковых зубцов. Тегулы сужаются кзади, достигая заднего конца паратегул. Пронотум шире длины в дорсальном виде; тергит I длиннее ширины в дорсальном виде; задний конец тергита II с неглубокой впадиной. Тергит I более чем в 0,5 раза шире тергита II в дорсальном виде. Средние голени с одной шпорой. Переднее крыло с первой и второй возвратными жилками, исходящими в субмаргинальной ячейке II.

## Классификация
В мировой фауне известно около 10 видов. Афротропика (8 видов) и Палеарктика.
- Tricarinodynerus abreptus (Giordani Soika, 1934)
- Tricarinodynerus anceps (Gribodo, 1891)
- Tricarinodynerus arabicus Guichard, 1986
- Tricarinodynerus bequaerti Schout., 1919
- Tricarinodynerus guerinii (Saussure, 1852)
- Tricarinodynerus magretti (Gribodo, 1884)
- Tricarinodynerus obscurus (Gusenleitner, 2007) — Замбия (вид в 2023 году перенесён из рода Anterhynchium)[7].
  - =Anterhynchium obscurum Gusenleitner, 2007[8]
- Tricarinodynerus prominens (Giordani Soika, 1937)
- Tricarinodynerus rufoflavus (Giordani Soika, 1940)
- Tricarinodynerus schubotzianus (Schulthess, 1913)
- Tricarinodynerus ventralis (Saussure, 1890)